# Astiosoma hirtum
Astiosoma hirtum är en tvåvingeart som först beskrevs av Aldrich 1915.  Astiosoma hirtum ingår i släktet Astiosoma och familjen smalvingeflugor. Inga underarter finns listade i Catalogue of Life.